# 勒绍泰
勒绍泰（法語：Le Chautay，法語發音：[lə ʃotɛ]）是法国谢尔省的一个市镇，位于该省东南部，属于圣阿芒蒙龙区。

## 地理
勒绍泰（46°58'37"N, 2°58'0"E）面积14.74 平方千米，位于法国中央-卢瓦尔河谷大区谢尔省，该省份为法国中部省份，北起卢瓦雷省，西接卢瓦-谢尔省和安德尔省，南至克勒兹省，东南接阿列省，东临涅夫勒省。
与勒绍泰接壤的市镇（或旧市镇、城区）包括：屈菲、欧布瓦河畔拉盖尔什、梅讷图库蒂尔、圣伊莱尔德贡迪伊、托尔特龙。

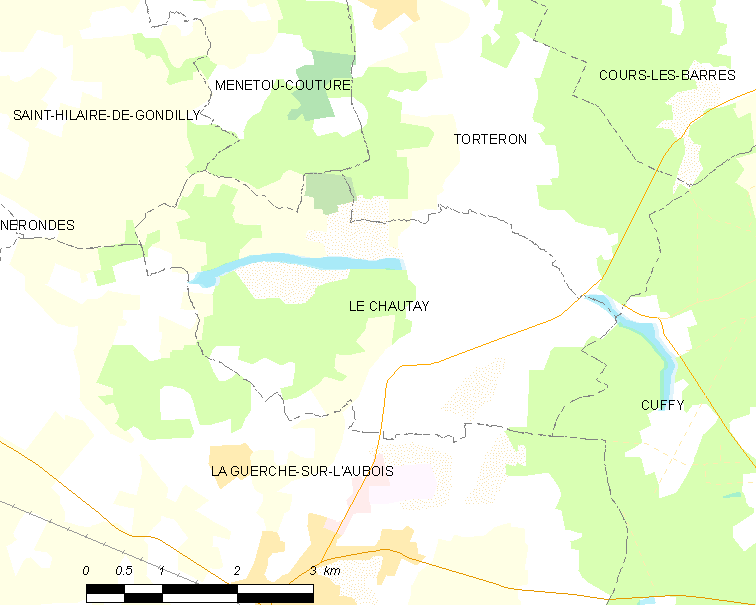
勒绍泰的OSM定位图

勒绍泰的时区为UTC+01:00、UTC+02:00（夏令时）。

## 行政
勒绍泰的邮政编码为18150，INSEE市镇编码为18062。

## 政治
勒绍泰所属的省级选区为欧布瓦河畔拉盖尔什县。

## 人口

1962-2008年间勒绍泰人口变化图示

勒绍泰于2022年1月1日时的人口数量为264人。